# میرآباد (سلسله)
میرآباد (سلسله) (MirAbad)، روستایی از توابع بخش فیروزآباد شهرستان سلسله در استان لرستان ایران است. زبان مردم این روستا کردی به گویش لکی است.

## جمعیت
این روستا در دهستان فیروزآباد قرار دارد و بر اساس سرشماری مرکز آمار ایران در سال ۱۳۹۵، جمعیت آن ۶۷ نفر بوده که ۳۰ نفر مرد و ۳۷ نفر زن بوده اند. این در حالی است که جمعیت این روستا در مقایسه با سرشماری سال ۱۳۸۵ ، ۳۰ نفر کاهش داشته است. روستای میرآباد ۱۸ خانوار دارد.